# 穆尼奥加林多
穆尼奥加林多，是西班牙卡斯蒂利亚-莱昂阿维拉省的一个市镇。 总面积19km2, 总人口424人（2001年），人口密度22人/km2。